# Rhynchocyon udzungwensis
El sengi de cara gris (Rhynchocyon udzungwensis) es una especie de mamífero del orden de los macroscelídeos. Su descubrimiento fue anunciado en enero de 2008; hasta la fecha sólo se conocían quince especies de musarañas elefante; la última de ellas, Elephantulus myurus, fue descrita por Thomas y Schwann en 1906. El acontecimiento por tanto supone un raro descubrimiento, no sólo respecto a estos animales, sino a los mamíferos en general.
Fue descubierta viviendo en una pequeña comunidad, en las alturas del bosque de Ndundulu, en las montañas Udzungwa de Tanzania, un área aislada de gran biodiversidad. El descubrimiento fue llevado a cabo por Galen Rathbun, de la Academia de Ciencias de California, y Francesco Rovero, del Museo de Ciencias Naturales de Trento (en Italia). Ambos científicos publicaron su hallazgo en el número de febrero de 2008 de la revista británica Journal of Zoology.
La especie fue primero descubierta por las cámaras colocadas por Rovero en el año 2005, y posteriormente capturada y observada directamente el año siguiente. En marzo de 2006, durante una expedición de dos semanas, los zoólogos se vieron sorprendidos por la lluvia, a pesar de hallarse en la estación seca. Entonces hallaron que el animal era mayor de lo que habían supuesto, y que las trampas que llevaban no podrían contener a ningún ejemplar, teniendo que emplear en su lugar trampas tradicionales de bramante.
La nueva especie recibió el nombre binomial Rhynchocyon udzungwensis ('perro morrudo de Udzungwa'), y el nombre inglés "grey-faced sengi" (sengi de cara gris, en español) debido a sus atributos físicos. Se caracteriza por una distintiva cara gris, un hocico alargado y flexible, y un voluminoso cuerpo de color ámbar con el lomo bajo y de color negro azabache. Es una criatura monógama, que vive en los suelos boscosos, y que se alimenta de insectos como termitas mediante su hocico y la lengua. Con un peso de 700 gramos y unos 30 cm de tamaño, esta especie es un 25% mayor que cualquier otra conocida de sengis. Hasta ahora se conocen tan sólo dos poblaciones, que existen en un área de unos 300 kilómetros cuadrados de bosque.